# Cameron Burgess
Cameron Burgess (Aberdeen, 21 de octubre de 1995) es un futbolista británico, nacionalizado australiano, que juega en la demarcación de defensa para el Swansea City A. F. C. de la EFL Championship.

## Selección nacional
Hizo su debut con la selección de fútbol de Australia el 9 de septiembre de 2023 en un partido amistoso contra México que finalizó con un resultado de empate a dos tra los goles de Raúl Jiménez y César Huerta para México, y de Harry Souttar y Martin Boyle para Australia.

## Clubes
| Club                              | País       | Año       | Partidos | Goles |
| --------------------------------- | ---------- | --------- | -------- | ----- |
| Fulham F. C.                      | Inglaterra | 2014-2015 | 4        | 0     |
| Ross County F. C. (cedido)        | Escocia    | 2015      | 0        | 0     |
| Cheltenham Town F. C. (cedido)    | Inglaterra | 2015-2016 | 17       | 0     |
| Oldham Athletic A. F. C. (cedido) | Inglaterra | 2016-2017 | 27       | 1     |
| Bury F. C. (cedido)               | Inglaterra | 2017      | 18       | 0     |
| Scunthorpe United F. C.           | Inglaterra | 2017-2019 | 67       | 3     |
| Salford City F. C. (cedido)       | Inglaterra | 2019-2020 | 31       | 2     |
| Accrington Stanley F. C.          | Inglaterra | 2020-2021 | 48       | 4     |
| Ipswich Town F. C.                | Inglaterra | 2021-2025 | 127      | 5     |
| Swansea City A. F. C.             | Gales      | 2025-     |          |       |